# Kengo Kuma
Pour les articles homonymes, voir Kengo et Kuma.
Kengo Kuma (隈 研吾, Kuma Kengo) né en 1954 dans la préfecture de Kanagawa est un architecte japonais.

## Biographie
Il obtient son diplôme d'architecture en 1979, à l'université de Tokyo. Il poursuivit ensuite ses études à l'université Columbia à New York. En 1987 il fonde le studio Special Design, puis en 1990 son agence d'architecture Kengo Kuma & Associates. Il devient professeur émérite à l'université Keiō de 1998 à 1999.
L'objectif de Kuma est de récupérer la tradition japonaise afin de la réinterpréter au XXIe siècle, tout en accordant une place primordiale à la nature dans ses œuvres. En 1997, il gagne le prestigieux prix de l'Institut architectural du Japon.
Il signera sa première réalisation en France, après avoir remporté le concours pour la future Cité des Arts et de la Culture de Besançon, puis réalisera le FRAC de Marseille et l’étonnant Conservatoire de musique et de danse d’Aix-en-Provence avec sa façade en panneaux d’aluminium anodisé disposés en origami.
En 2016, il remporte un Global Award for Sustainable Architecture, qui récompense son approche des matériaux traditionnels. En effet, Kuma collabore à long terme avec des artisans japonais, perpétuant leurs techniques constructives (bois, terre, papier) tout en les modernisant.
En 2019, il a réalisé le nouveau musée Albert-Kahn à Boulogne-Billancourt, consacré à la photographie. 
En 2020, il remporte le concours d'architecture visant à l’édification d'une nouvelle galerie protectrice destinée à protéger le portail polychrome de la cathédrale d’Angers.
En 2021, son projet initialement retenu pour le futur musée de l'histoire maritime de Saint-Malo est abandonné, faute de financements suffisants.
Son projet est retenu pour le Nouveau stade olympique national de Tokyo des Jeux olympiques d'été de 2020 ainsi que pour la station de métro Saint-Denis Pleyel ouverte au public le 24 juin 2024.
Parmi ses inspirations se trouve le livre Éloge de l'ombre de Junichirō Tanizaki.

## Principales réalisations
- 1991 : M2
- 1994 : Observatoire Kiro-San
- 1994 : Kitakami Canal Museum
- 2002 : Great (Bamboo) Wall House, Pékin
- 1995 : Water/Glass, Atami
- 2002 : Plastic House, Tōkyō
- 2003 : Siège Social de LVMH Group Japan
- Suntory's Tokyo office building
- 2005 : Kodan apartments
- 2007 : Water Block House
- 2009 : Boutique Shang Xia, Shanghai
- 2010 : Galerie en bois du musée du Yusuhara
- 2012 : Boutique Shang Xia, Beijing
- 2013 : Boutique Shang Xia, Paris
- 2013 : Cité des Arts et de la Culture de Besançon
- 2013 : Fonds Régional d'Art Contemporain, Marseille (avec créateur verrier Emmanuel Barrois)
- 2013 : Conservatoire de musique et de danse d’Aix-en-Provence (7 400 m2, avec auditorium de 500 places)[5]
- 2016 : Under One Roof, EPFL Pavilions, EPFL, Ecublens, (Vaud, Suisse)
- 2018 : V&A Dundee (Dundee, Écosse)
- 2019 : Stade national (Japon)
- 2020 : Gare de Takanawa Gateway à Tokyo sur la ligne Yamanote.
- 2021 : Restructuration du bâtiment du Musée départemental Albert-Kahn, département des Hauts de Seine, Boulogne-Billancourt[6]
- 2021 : Bibliothèque Haruki Murakami, Université Waseda, Tokyo[7]
- 2022 : Parc des Expositions, Strasbourg
- Années 2010 : boutiques Kiko[8]
- Juin 2024 : Gare de Saint-Denis—Pleyel

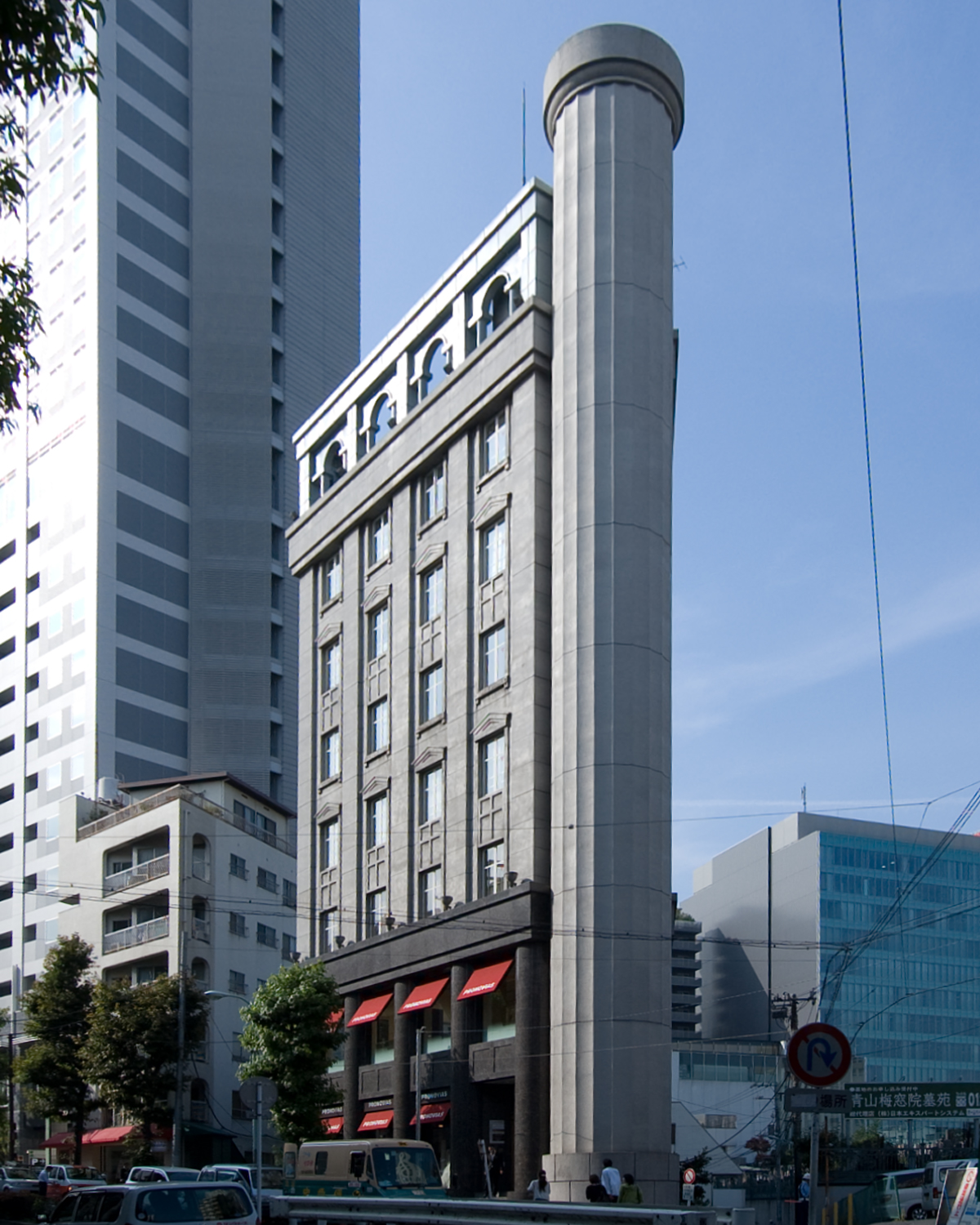
Bâtiment Doric à Tōkyō
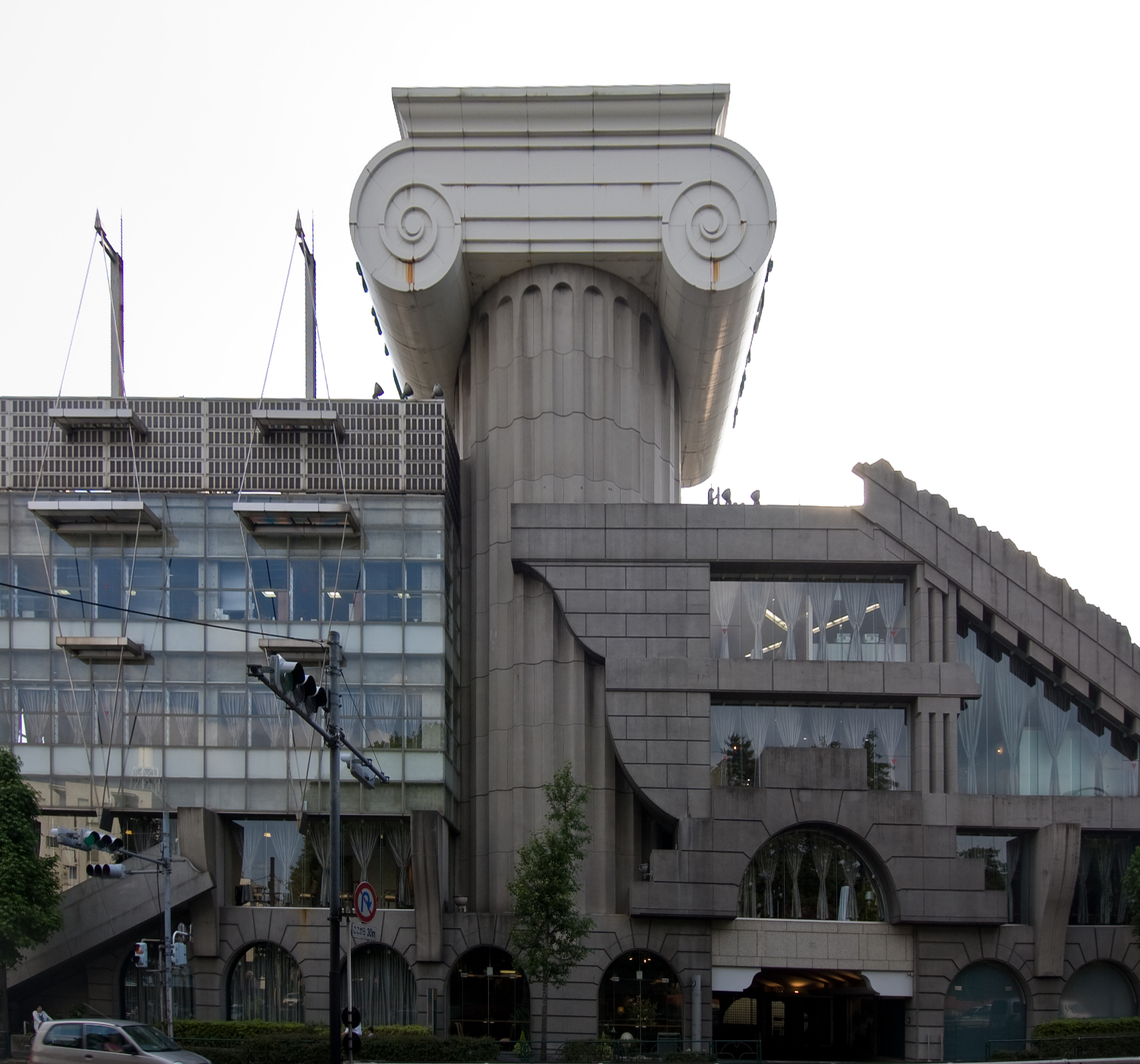
Bâtiment M2 à Tōkyō
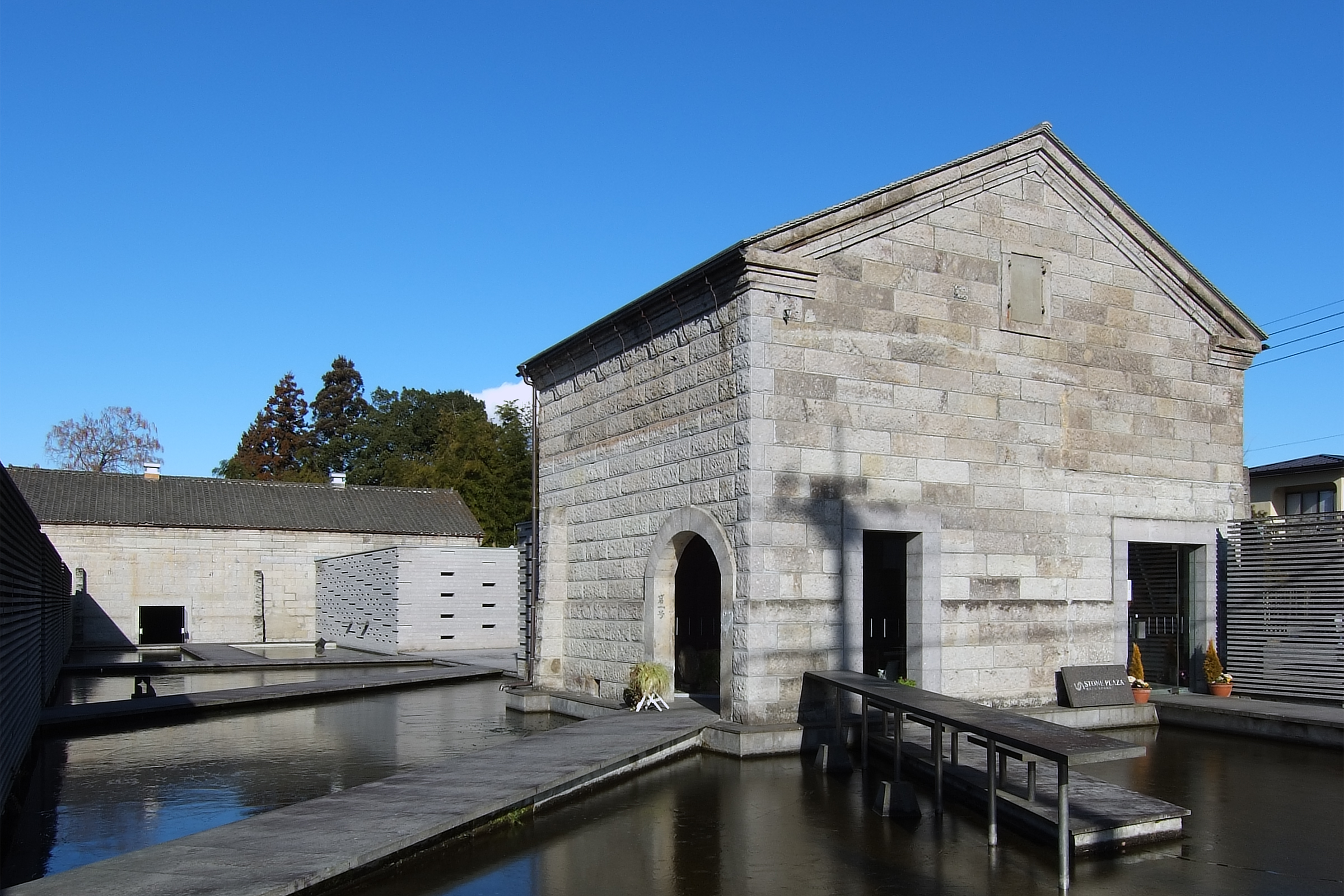
Stone Plaza
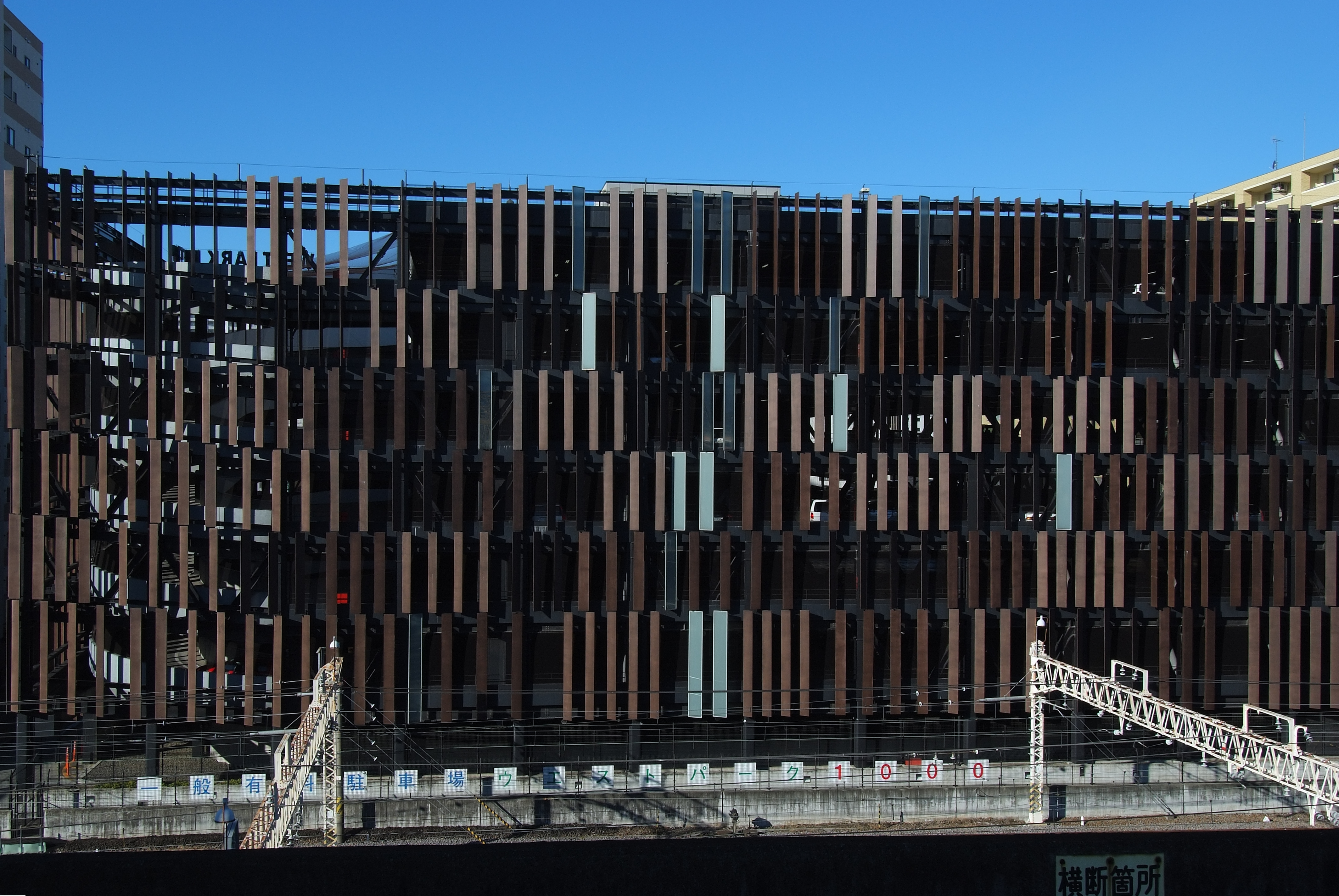
West park 1000
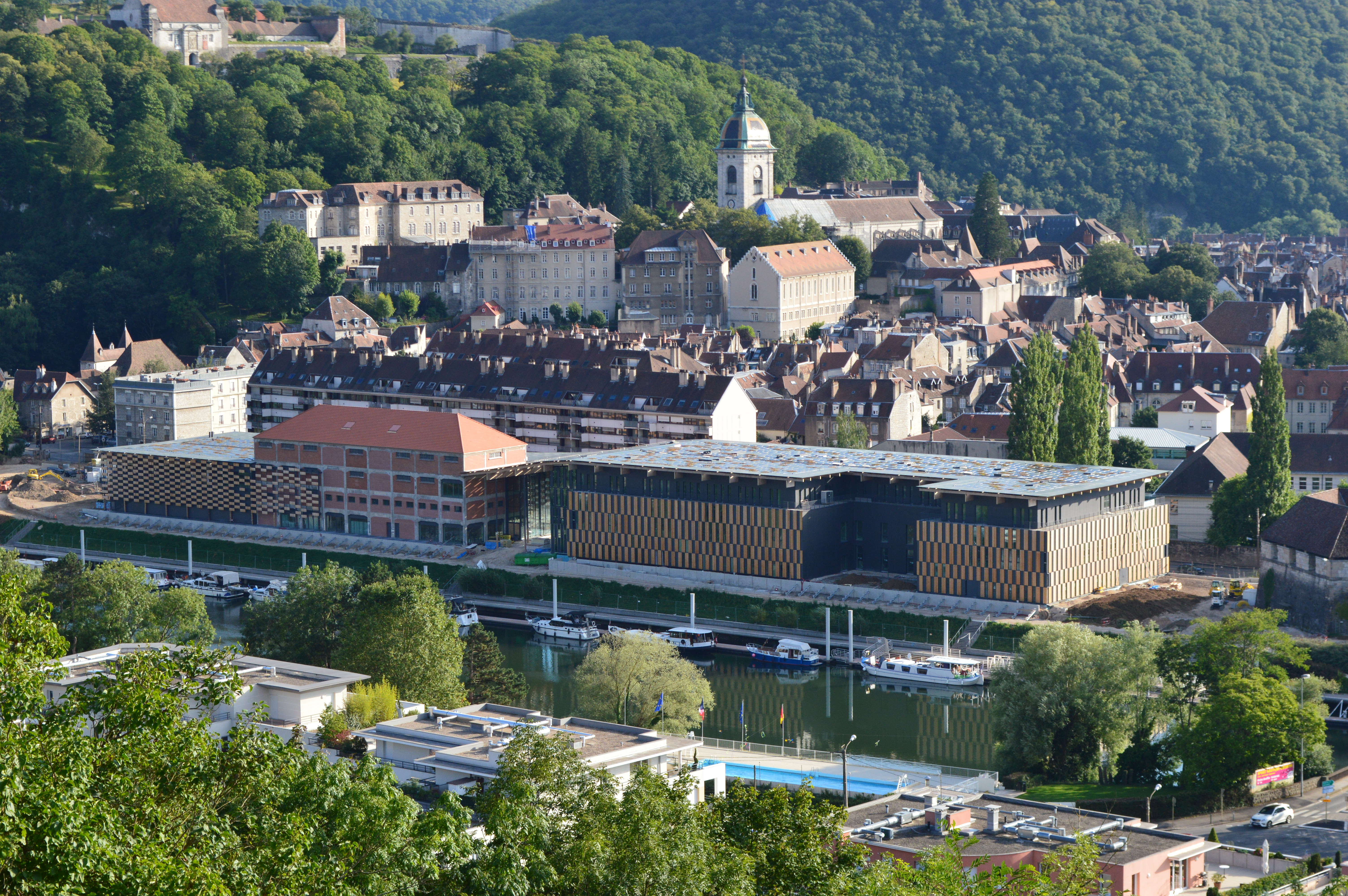
La Cité des Arts et de la Culture à Besançon.

## Prix et récompenses
- 1997[9] :
  - Premier prix de l'Institut d'architecture du Japon pour Noh Stage in the Forest
  - AIA DuPONT Benedictus Award pour le Water/Glass (Etats-Unis)
- 2001 : Togo Murano Award pour le musée Nakagawa-machi Batō Hiroshige (en)[9]
- 2002 : Spirit of Nature Wood Architecture Award (Finlande)[9]
- 2008[9] :
  - Energy Performance + Architecture Award (France)
  - Bois Magazine International Wood Architecture Award (France)
  - LEAF Award (en) (catégorie commercial)
- 2009 :  Officier de l'ordre des Arts et des Lettres (France)[9]
- 2010 : Mainichi Art Award pour le musée Nezu[9]
- 2011 : Art Encouragement Prize du Ministère de l'Éducation, de la Culture, des Sports, des Sciences et de la Technologie pour le musée Yusuhara Wooden Bridge[9]
- 2012 : The Restaurant & Bar Design Awards, Restaurant Interior (Stand alone) pour Sake No Hana (London)
- 2016 : Global Award for Sustainable Architecture[9]
- 2021 : Time 100[10]
- 2022 :  Commandeur de l'ordre du Mérite de la République italienne‎[11]